# Augustin Théodule Ribot

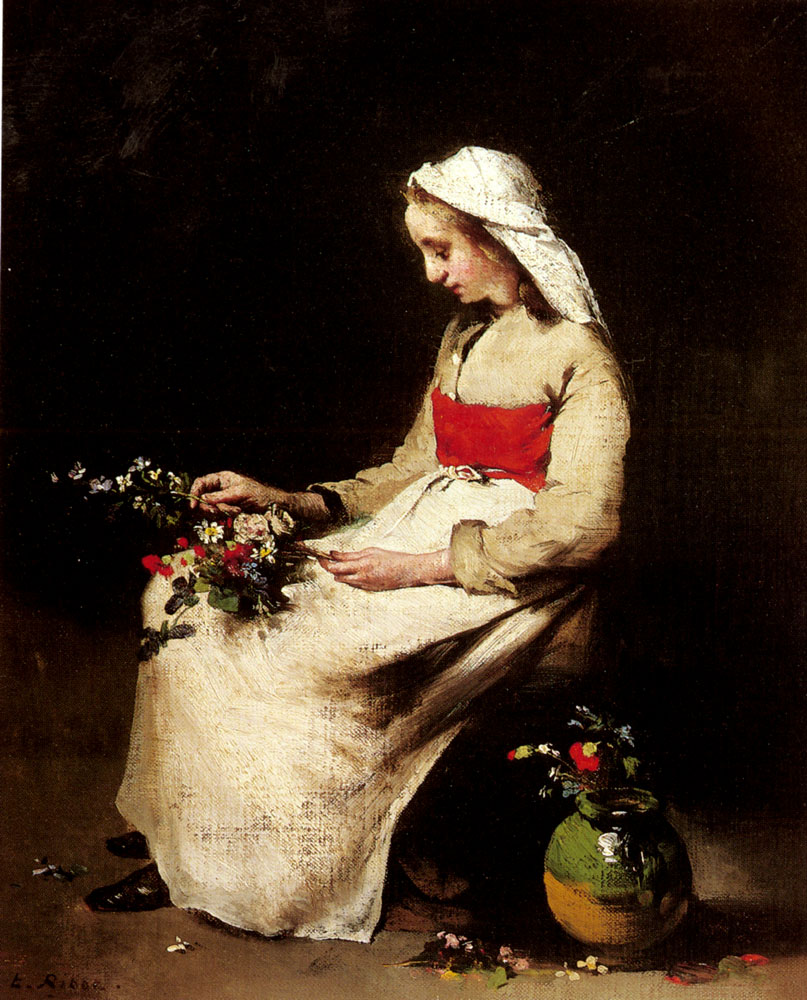
Kobieta układająca kwiaty w wazonie

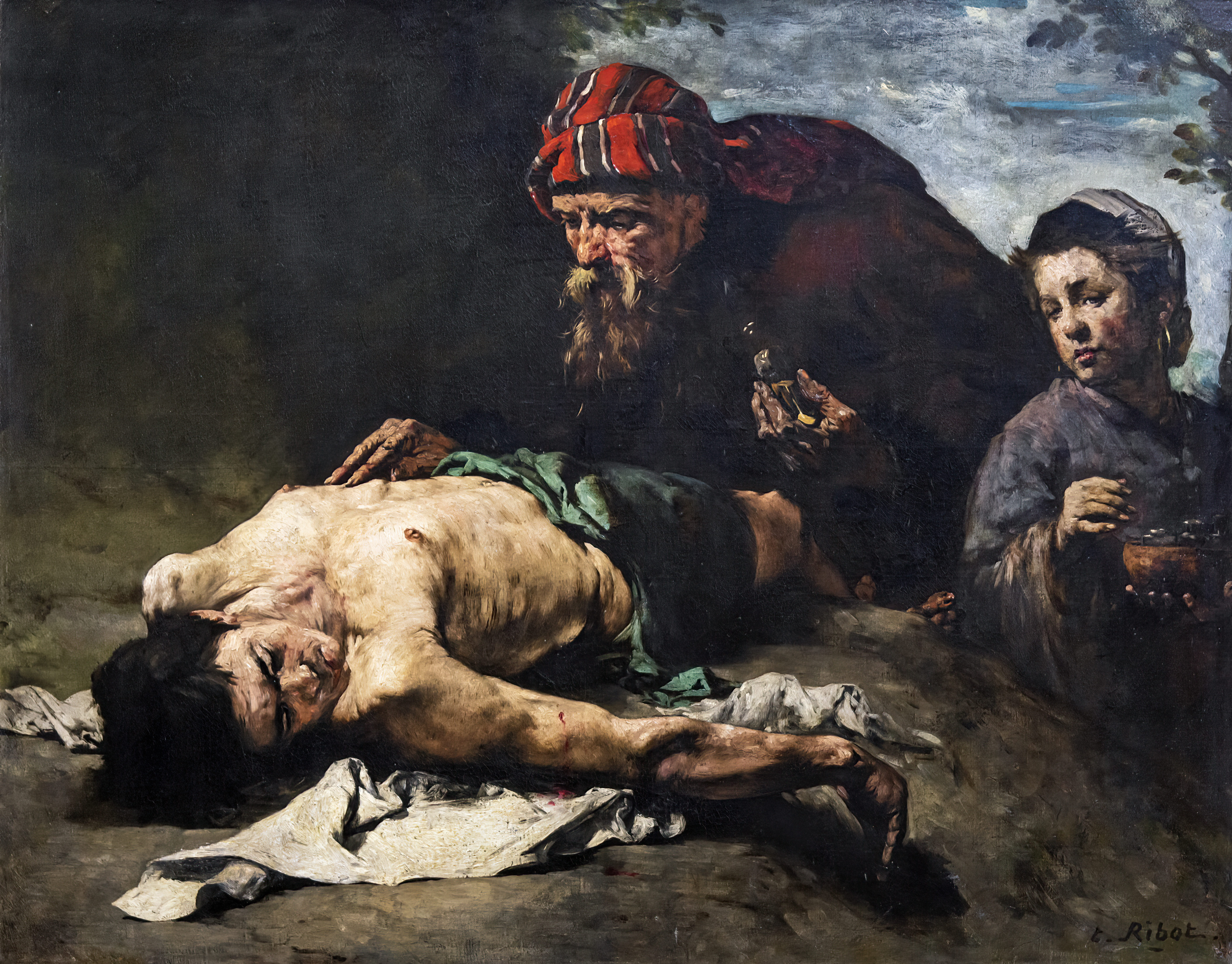
Dobry Samarytanin

Augustin Théodule Ribot (ur. 8 sierpnia 1823 w Saint-Nicolas-d'Attez, zm. 11 września 1891 w Colombes) – francuski malarz i grafik, realista.
Uczęszczał początkowo do École des Arts et Métiers w Châlons, w 1840 zmarł mu ojciec i musiał podjąć pracę. Wcześnie założył rodzinę i w 1845 przeniósł się do Paryża. Pracował w różnych zawodach i kilka lat spędził w Algierii. Studiował w pracowni Auguste`a Glaize i debiutował w paryskim Salonie w 1861 – kilkakrotnie był tam nagradzany medalami. W 1878 został Oficerem Legii Honorowej, rok później podupadł na zdrowiu i przeniósł się na stałe do Colombes. 
Théodule Ribot tworzył pod wpływem XVII-wiecznych malarzy hiszpańskich i holenderskich, szczególnie Jusepe de Ribery. Krytycy sztuki dostrzegali także wpływy twórczości braci Le Nain oraz Jeana Chardina. Artysta był autorem realistycznych scen rodzajowych, martwych natur, portretów i kompozycji religijnych, tworzył też akwaforty. Jego prace odznaczają się ciemną kolorystyką i użyciem techniki światłocieniowej. 

## Wybrane prace
- Męczeństwo św. Sebastiana, 1865, Musée d’Orsay,
- Dobry Samarytanin, przed 1870, Musée des Beaux-Arts w Pau.